# NGC 3691
NGC 3691 é uma galáxia espiral barrada (SB/P) localizada na direcção da constelação de Leo. Possui uma declinação de +16° 55' 12" e uma ascensão recta de 11 horas, 28 minutos e 09,4 segundos.
A galáxia NGC 3691 foi descoberta em 14 de Março de 1784 por William Herschel.